# コートニー・バーネット
コートニー・バーネット（英: Courtney Barnett、1987年11月3日 - ）は、オーストラリアの女性シンガーソングライター。メルボルン出身。

## 略歴
オーストラリアのタスマニア州に生まれる。学生時代に学校の友人とロックバンドを組み、タスマニア大学ではアートと写真を学びながら友人と2人でカヴァーバンドを組む。その後ソロでの活動や他のバンドのセカンド・ギタリストとして参加。後にメルボルンに移住し、ライブハウスでアルバイトをしながらバンド「Rapid Transit」にギタリストとして在籍。Rapid Transitを脱退後、ザ・ダンディ・ウォーホルズのドラマーでもあるブレント・デボアが中心となっているバンド「Immigrant Union（イミグラント・ユニオン）」に参加。
2012年にレーベルMilK! Recordsを設立し、デビューEP『I’ve got a friend called Emily Ferris』を発売し、続いてセカンドEP『How To Carve A Carrot Into A Rose』を発売。楽曲「Avant Gardener」はピッチフォーク・メディアでベスト・ニュー・トラック、ローリング・ストーンで「2013年ベスト・ソング100曲」に選出される。2014年には2枚のEPを1枚にまとめた『The Double EP: A Sea of Split Peas』を発売し、同年のコーチェラ・フェスティバルに出演。また、NMEで「2014年最重要新人アーティスト14組」に選ばれる。
2015年3月18日、デビュー・アルバム『サムタイムス・アイ・シット・アンド・シンク、サムタイムス・アイ・ジャスト・シット』を発売。同アルバムのアートワークも自身で手掛けた。また、ローリング・ストーン誌の選ぶ2015年前半のベストアルバム45枚に選出される。3月19日にはサウス・バイ・サウスウエストに出演。

## 特色
左利きのエレキギターを演奏しながら抒情的な詩を歌うスタイルはしばしばカート・コバーンと比較され、リリシスト、ギター・ヒロインと紹介される事が多い。アコースティック・ギターをピックで弾くサウンドを嫌がった経緯からエレキギターでもピックを使わずに指でピッキングしている。影響を受けたアーティストはボブ・ディラン、ジョナサン・リッチマン、デヴィッド・ボウイ、PJ ハーヴェイ、パティ・スミスなど。
楽曲「Pedestrian at Best」はピッチフォーク・メディアにて「ニルヴァーナの『サーヴ・ザ・サーヴァンツ』とキンクスの『ユー・リアリー・ガット・ミー』の中間のようなサウンド」、「アーティスト初期におけるロック・ソングの傑作」と評され、ペイヴメントや1960年代のボブ・ディラン、バーズを引き合いにされる。

## ディスコグラフィ

### アルバム
| 年   | タイトル                                            | アルバム詳細 | チャート最高位 | チャート最高位 | チャート最高位 | チャート最高位 | チャート最高位 | チャート最高位 | チャート最高位 | チャート最高位 | チャート最高位 | 認定            |
| 年   | タイトル                                            | アルバム詳細 | AUS            | BEL            | GER            | IRE            | NLD            | NZ             | SWI            | UK             | US             | 認定            |
| ---- | --------------------------------------------------- | --- | -------------- | -------------- | -------------- | -------------- | -------------- | -------------- | -------------- | -------------- | -------------- | --------------- |
| 2015 | Sometimes I Sit and Think, and Sometimes I Just Sit | - 発売日: 2015年3月20日 - レーベル: Milk!, Marathon Artists, House Anxiety, Mom + Pop - フォーマット: CD, LP, cassette, digital download | 4              | 55             | 73             | 28             | 26             | 19             | 66             | 16             | 20             | - AUS: ゴールド |
| 2018 | Tell Me How You Really Feel                         | - 発売日: 2018年5月18日 - レーベル: Milk!, Marathon Artists - フォーマット: CD, LP, cassette, digital download                           | 2              | 20             | 24             | 36             | 29             | 10             | 19             | 9              | 22             |                 |
| 2021 | Things Take Time, Take Time                         | - 発売日: 2021年11月12日 - レーベル: Milk!, Marathon Artists - フォーマット: CD, LP, cassette, digital download                          | 5              | 50             | 38             | -              | -              | 18             | 50             | 31             | 200            |                 |

### EP
- I've Got a Friend Called Emily Ferris（2012年）
- How to Carve a Carrot into a Rose（2013年）
- The Double EP: A Sea of Split Peas（2014年）

### シングル
- History Eraser（2013年）
- Pedestrian at Best（2015年）